# Pyrole de Norvège
Pyrola rotundifolia subsp. norvegica
Sous-espèce
Classification APG III (2009)
Synonymes
- Pyrola norvegica Knaben, 1943 (basionyme)
- Pyrola grandiflora subsp. norvegica
Á. Löve & D. Löve
- Pyrola intermedia auct.

La Pyrole de Norvège, ou Pyrola  rotundifolia subsp. norvegica, est une sous-espèce de plantes à fleurs de la famille des Ericaceae.

## Taxinomie
Selon IPNI (7 avr. 2012), le nom accepté est Pyrola rotundifolia subsp. norvegica (Knaben) Hämet-Ahti, 1984 et Pyrola norvegica Knaben, 1943 en est le basionyme.